# Gnosticisme
|  | No s'ha de confondre amb Agnosticisme. |

Emblema gnòstic

El gnosticisme és una religió sincretista que es va originar al segle I a partir d'idees i sistemes filosòfics i religiosos de l'època entre sectes jueves i cristianes i es va desenvolupar al llarg dels segles II i III per tota la conca Mediterrània. Prioritza el coneixement espiritual (gnosi) per sobre de l'autoritat i les tradicions. Molts textos discuteixen els conceptes d'il·lusió i il·luminació i no sobre el pecat. En general consideren que els humans són ànimes divines (i per tant, perfectes), creades per un déu perfecte, que viuen en un cos i un món material que és imperfecte, ja que ha estat creat per un altre déu que és més proper però no és perfecte.

## Etimologia
El mot en català "gnosticisme" prové del grec antic Γνωστικισμóς: gnostikismós; de Γνωσις: gnosis, que significa coneixement.

## Història
El gnosticisme se sol dividir en tres períodes. El primer, contemporani als evangelis, prové d'una reinterpretació dels ensenyaments cristians. Es creu que el seu apogeu podia ser al segle ii, on s'inicia el segon període amb un auge de textos i discussions. Al tercer període, a finals del segle II i inicis del segle iii, es produeix la seva declaració com a heretgia i s'inicien les confrontacions teològiques més fortes. Sembla que a partir del segle IV aniria disminuint el nombre de gnòstics, al temps que les seves idees anaven influint a altres moviments de pensament, com el maniqueisme, el marcionisme o el bogomilisme.
Durant segles, la majoria dels coneixements acadèmics sobre el gnosticisme es van limitar als escrits antiherètics de figures cristianes ortodoxes com Ireneu de Lió i Hipòlit de Roma. Hi va haver un renovat interès pel gnosticisme després del descobriment el 1945 de la biblioteca Nag Hammadi d'Egipte, una col·lecció de textos cristians i gnòstics rars, incloent l'Evangeli de Tomàs i l'Apòcrif de Joan. Elaine Pagels ha observat la influència de fonts del judaisme hel·lenístic, zoroastrisme i platonisme en els textos de Nag Hammadi. Des de la dècada de 1990, la categoria del gnosticisme ha estat sotmès a un escrutini creixent per part dels estudiosos. Un d'aquests problemes és si el gnosticisme s'ha de considerar una forma de cristianisme primerenc, un fenomen interreligiós o una religió independent. Anant més enllà, altres estudiosos contemporanis com Michael Allen Williams i David G. Robertson es qüestionen si "gnosticisme" encara és una categoria històrica vàlida o útil, o si, en canvi, era simplement un terme tècnic d’heresiòlegs proto-ortodoxes per a un grup dispar de grups cristians contemporanis.

## Punt de vista dels cristians
El gnosticisme antic va ser durant segles conegut únicament mitjançant els seus detractors. L'any 1945 fou descoberta una biblioteca de manuscrits gnòstics a Nag Hammadi (Egipte), traduïda completament l'any 1977, que ha permès un millor coneixement de les seves doctrines.
Pels cristians, el gnosticisme és una mística secreta de la salvació, en què es fonen creences orientalistes i idees de la filosofia grega, principalment platòniques. La relacionen amb la maçoneria, que també rebutgen. Alguns diuen que el gnosticisme fou fundat per Simó Mag, nom que apareix en el Nou Testament. El personatge més important en fou Valentí d'Alexandria, que portà a Roma una doctrina gnòstica intel·lectual. A Roma tingué un paper actiu en la vida pública de l'Església i el seu prestigi fou tal que se'l tingué en consideració com a possible bisbe de Roma.
Altres gnòstics de renom foren:
- Filó d'Alexandria: inicis del segle i, considerat com un protognòstic.
- Cerintos: segle i, per a alguns l'autor autèntic de l'Apocalipsi de Joan.
- Marció: autor de l'Evangeli de Marció, segle ii.
- Basilides: grec d'Alexandria (120-140).
- Pau de Samòsata, autor d'una cèlebre heretgia sobre la naturalesa de Jesucrist.
- Carpòcrates, que va concebre la idea de la llibertat moral dels perfectes, en la pràctica la manca total de regles morals.

Va gaudir d'una etapa d'un cert prestigi entre els intel·lectuals cristians. L'ampli rang moral del gnosticisme fou vist amb recel pel bisbe cristià Ireneu de Lió el declarà heretgia en el 180 dC, parer que comparteix l'Església catòlica.

## Tipus de gnosticisme

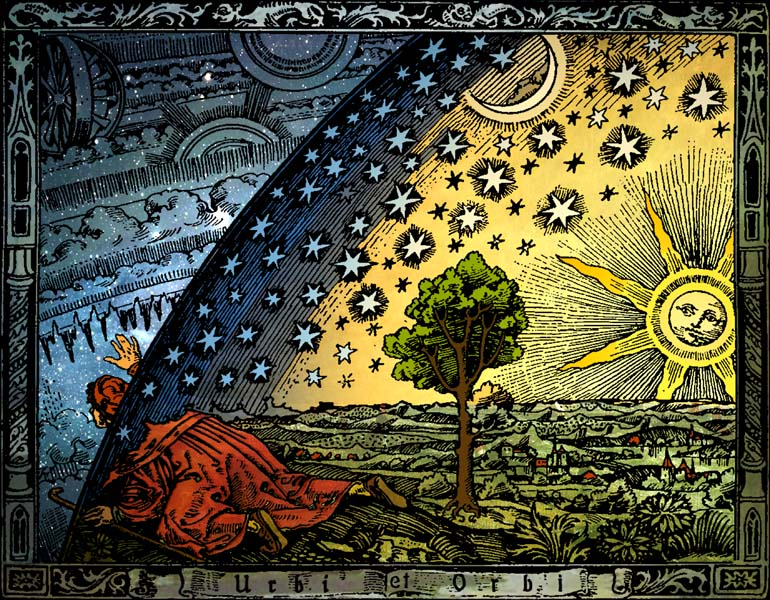
Universum, Flammarion, Holzschnitt (París, 1888)

S'identifiquen dues estructures bàsiques del pensament gnòstic: les dues són estructures mitològiques que intenten explicar el problema del mal relacionat amb el procés de la creació.

### Persa
Es desenvolupà a Mesopotàmia, reflecteix un dualisme horitzontal associat al culte de Zoroastre i posteriorment acabà en la forma gnòstica del maniqueisme. En aquest model la llum i l'obscuritat, els dos primers principis o deïtats, estan embolicats en una lluita decisiva. La llum brilla més enllà del seu propi àmbit, les partícules de llum foren capturades pel seu enemic, l'obscuritat. Per recuperar les seves partícules perdudes, la llum origina una sèrie de deïtats subordinades amb el fi de presentar batalla. De la mateixa manera, l'obscuritat es defensa amb la creació de deïtats inferiors. L'objectiu de la lluita és guanyar els éssers humans que porten les partícules de llum i alliberar-los de la presó d'aquest món, de manera que puguin tornar a l'esfera de la llum celestial.

### Siríac
Sorgí a l'àrea de Síria, Palestina i Egipte. Reflecteix un dualisme vertical molt més complex. En aquest sistema el principi fonamental és el bé, i la tasca dels pensadors gnòstics és explicar com emergeix el mal del principi singular del bé. El mètode emprat és la identificació de certa deficiència o error en el bé. La solució valentiniana al problema del mal és que el déu bo i el seu consort (el silenci) inicia el procés del naixement (o "emanen") d'una sèrie de deïtats en parella. L'última de les deïtats subordinades, generalment denominada Sofia o saviesa, és infeliç amb la seva consort i desitja una relació amb la profunditat fonamental. Per a la deïtat aquest desig és inacceptable; Sofia és exclosa del regne diví (pleroma). Amb la seva ajuda, la humanitat pot recuperar la pèrdua de coneixement dels orígens divins i d'aquesta manera poder ser retornats a la unitat amb el pleroma. La fita serà la recuperació de la llum caiguda.

## Escoles gnòstiques
No hi ha una classificació unànime de les doctrines gnòstiques. Una possible classificació en seria:
- El gnosticisme magicovulgar: de Simó Mag.
- El gnosticisme mitològic, integrat per una sèrie de sectes que incorporaven a la seva doctrina una col·lecció de mites apropiats de diverses creences. Aquí enclouríem els ofites, els barbelognòstics i els mandeus.
- El gnosticisme especulatiu, en què destacarien les grans figures del moviment: Basilides, Carpòcrates, Marció i Valentí, aquest últim considerat el més rellevant quant a especulació intel·lectual.